# Fıstıklı, Akçaabat
Fıstıklı là một xã thuộc huyện Akçaabat, tỉnh Trabzon, Thổ Nhĩ Kỳ. Dân số thời điểm năm 2011 là 167 người.